# Chu Mu-yen
Chu Mu-yen (n. 14 martie 1982, 平鎮區⁠(d), 桃園縣⁠(d), Taiwan) este un taekwondist ce a reprezentat Taiwan, medaliat olimpic. A participat la 2 ediții ale Jocurilor Olimpice (2004, 2008) în care a câștigat o medalie de aur și o medalie de bronz.